# Ramu Tokashiki
Ramu Tokashiki (11 de junho de 1991) é uma basquetebolista profissional japonesa.

## Carreira
Ramu Tokashiki integrou a Seleção Japonesa de Basquetebol Feminino, na Rio 2016, que terminou na oitava posição.